# 1896년 하계 올림픽 사이클 남자 개인 도로
1896년 하계 올림픽 사이클 남자 개인 도로는 그리스 아테네에서 개최된 1896년 하계 올림픽 사이클의 세부 종목이다. 87km의 거리로 1896년 4월 12일에 아테네에서 진행되었다. 3개국에서 7명의 선수가 참가하였으며 남자 경기만 열렸다.

## 경기장
| 도시   | 경기장                     |
| ------ | -------------------------- |
| 아테네 | 아테네 개인 도로 경기 코스 |

## 경기 결과
| 순위 | 선수                                | 기록    |
| ---- | ----------------------------------- | ------- |
| 1    | 아리스티디스 콘스탄티니디스 (GRE)   | 3:22:31 |
| 2    | 아우구스트 폰 괴드리히 (GER)        | 3:42:18 |
| 3    | 에드워드 바텔 (GBR)                 | 불명    |
| 4-7  | 게오르기오스 아스피오티스 (GRE)     | 불명    |
| 4-7  | 밀티아데스 이아트루 (GRE)           | 불명    |
| 4-7  | 콘스탄티노스 콘스탄티누 (GRE)       | 불명    |
| 4-7  | 게오르기오스 파라스케보풀로스 (GRE) | 불명    |

1896년 올림픽의 유일한 사이클 개인 도로 경기는 4월 12일에 열렸다. 총거리는 87km였으며 아테네에서 마라톤까지 갔다가 되돌아오는 경기였다. 독일의 아우구스트 폰 괴드리히, 영국의 에드워드 바텔과 5명의 그리스 선수, 총 7명의 선수가 참가했다.
콘스탄티니디스는 마라톤에서 반환점을 돌 때까지 계속 선두였다. 아테네로 오는 길에 그의 자전거가 망가졌으며 그가 다른 자전거를 얻어서 경기를 재개할 때까지 바텔에게 선두를 내주었다. 콘스탄티니디스와 바텔은 끝나기 전에 넘어졌으며 바텔은 이 충격으로 인해 콘스탄티니디스와 괴드리히에게 1, 2위 자리를 내주었다.

## 메달리스트
| 종목          | 금                                   | 은                            | 동                   |
| ------------- | ------------------------------------ | ----------------------------- | -------------------- |
| 남자 개인도로 | 아리스티디스 콘스탄티니디스 · 그리스 | 아우구스트 폰 괴드리히 · 독일 | 에드워드 바텔 · 영국 |

## 참고 자료
- (영어) 국제 올림픽 위원회 - 1896년 하계 올림픽 사이클 남자 개인 도로 경기 결과
- Lampros, S.P.; Polites, N.G.; De Coubertin, Pierre; Philemon, P.J.; & Anninos, C. (1897). 《The Olympic Games: BC 776 – AD 1896》. Athens: Charles Beck. (Digitally available at  보관됨 2013-01-16 - 웨이백 머신)
- Mallon, Bill; & Widlund, Ture (1998). 《The 1896 Olympic Games. Results for All Competitors in All Events, with Commentary》. Jefferson: McFarland. ISBN 0-7864-0379-9. (Excerpt available at )
- Smith, Michael Llewellyn (2004). 《Olympics in Athens 1896. The Invention of the Modern Olympic Games》. London: Profile Books. ISBN 1-86197-342-X.